# Escharina johnstoni
Escharina johnstoni is een mosdiertjessoort uit de familie van de Escharinidae. De wetenschappelijke naam van de soort is voor het eerst geldig gepubliceerd in 1884 door Quelch.